# Universidad Politécnica de Varsovia
La Universidad Politécnica de Varsovia (en polaco: Politechnika Warszawska) es una de las universidades tecnológicas más importantes de Polonia. En 2011 empleaba a 2.453 profesores, de los que 357 eran catedráticos.  El alumnado ascendía en esa fecha a 36.156 alumnos, en su mayoría a tiempo completo.  Hay 19 facultades que cubren casi todos los campos de la ciencia y la tecnología, con varios campus en Varsovia y uno en la ciudad de Płock.
Conocida en inglés como Warsaw University of Technology, cada año promueve alrededor de 5.000 graduados. Según una encuesta del periódico Rzeczpospolita realizada en 2008, sus ingenieros egresados constituyen el porcentaje más alto de gerentes y ejecutivos de las empresas tecnológicas polacas. 
Los orígenes de la Universidad Politécnica de Varsovia se remontan a 1898, cuando comenzaron los primeros estudios en ingeniería. En 2018, la revista Times Higher Education clasificó a la universidad dentro de la banda global 601-800. 

## Historia
Entre 1826 y 1831 existió en Varsovia una primitiva escuela preparatoria para los nuevos institutos tecnológicos de Praga, Viena o Karlsruhe. Su gran inspirador fue Stanisław Staszic y el matemático Kajetan Garbiński se convirtió en su director. La escuela fue cerrada en 1831, tras la Levantamiento de Noviembre.

### 1898–1914

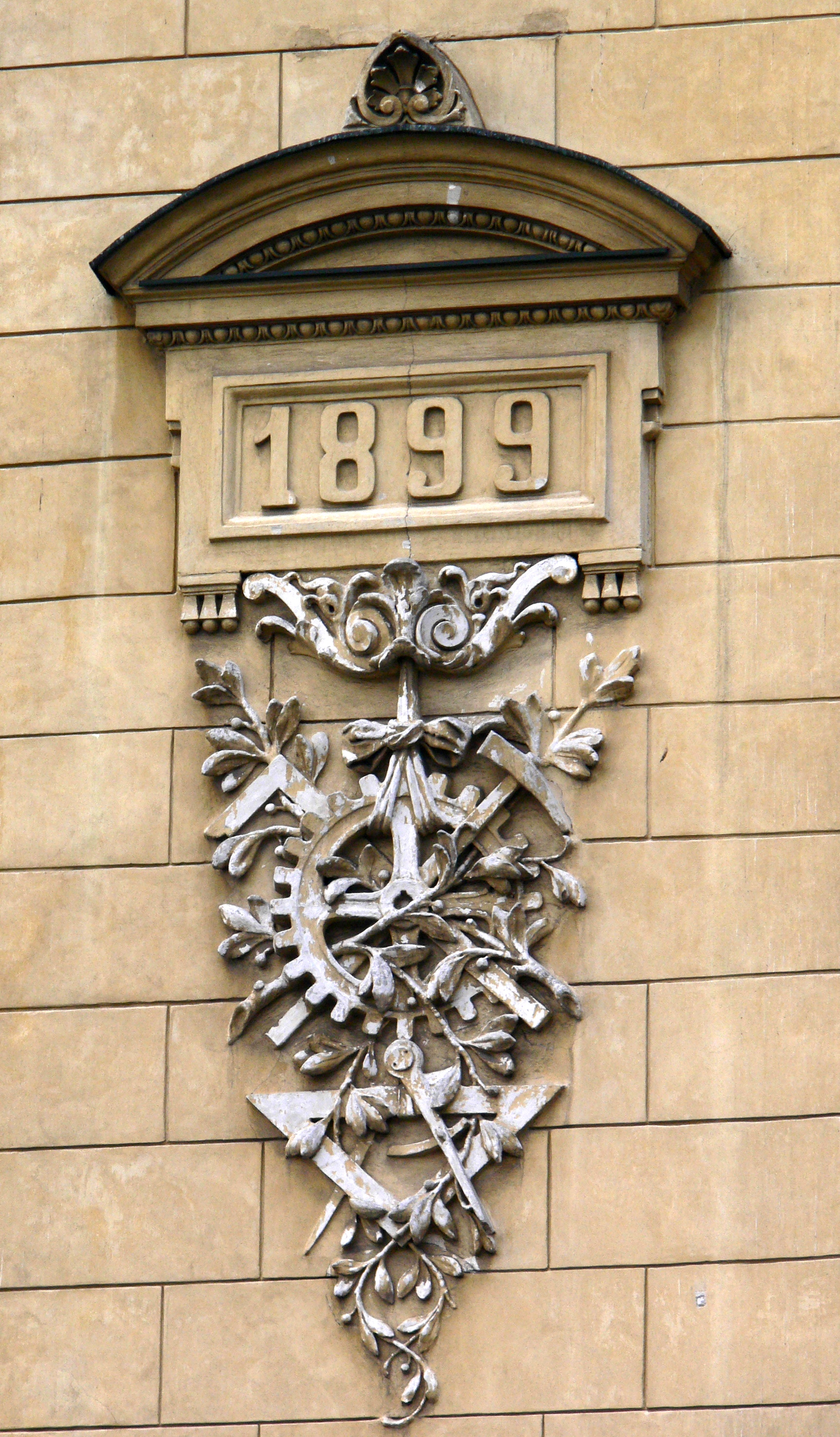
Fecha de fundación

En 1898 se abrió en Varsovia una Sección Politécnica de la Sociedad de Varsovia para el Comercio y la Industria Rusa, cuyo director era el ingeniero Kazimierz Obrębowicz. Con clases en ruso, comenzó el 5 de septiembre de 1898 en un edificio de la calle Marszałkowska. Pronto se trasladó a nuevos edificios construidos expresamente para la universidad diseñados por Bronisław Rogóyski y Stefan Szyller. En su inauguración, la universidad contaba con tres facultades: Matemáticas, Química e Ingeniería y Construcción, pero en junio de 1902 se inauguró la Facultad de Minería.

### 1915–1939

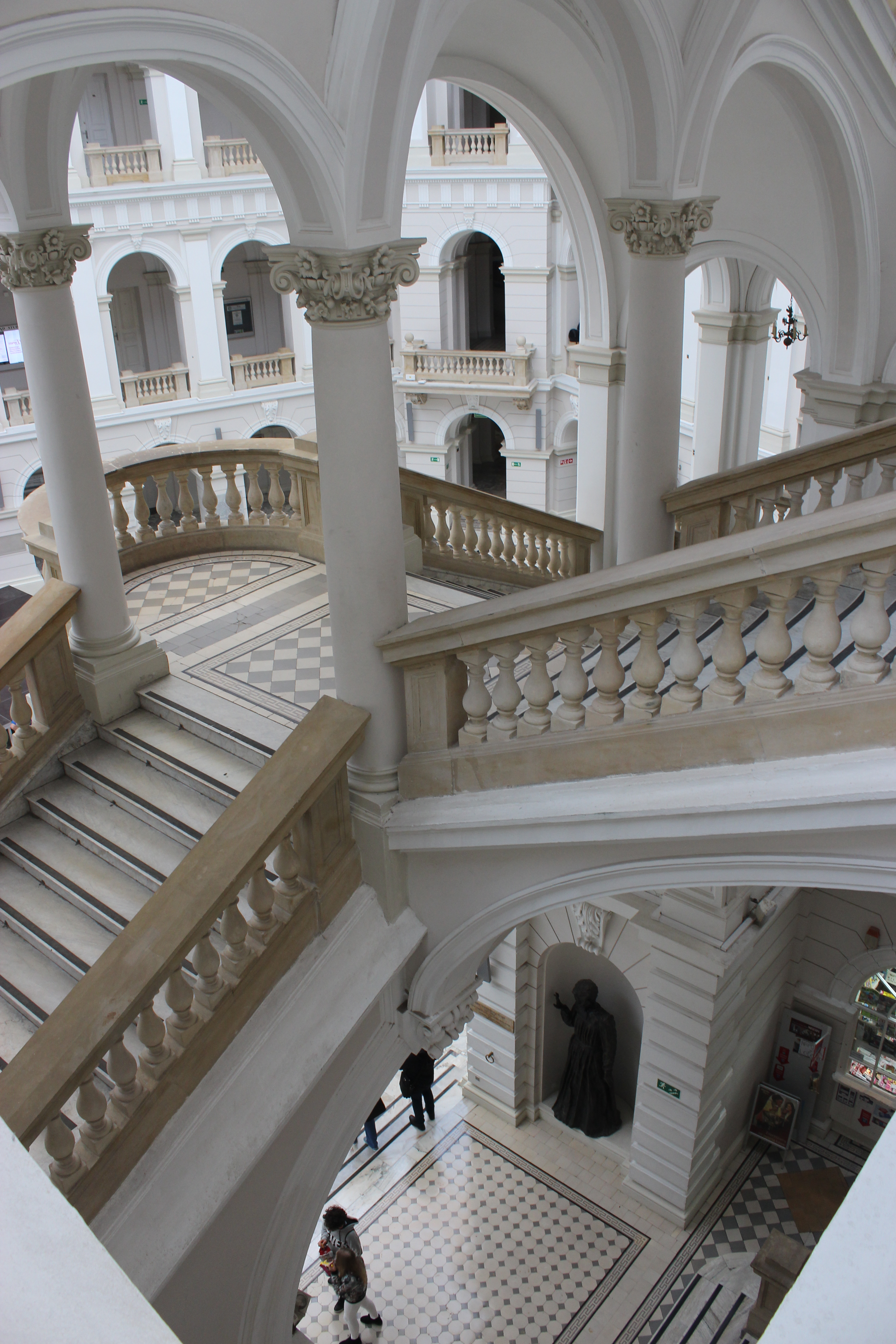
Escaleras del auditorio principal

Tras la entrada de las tropas alemanas en Varsovia el 5 de agosto de 1915, las nuevas autoridades autorizaron a la Universidad de Varsovia y a la Politécnica de Varsovia para impartir las clases en polaco. La inauguración del curso en ambas universidades tuvo lugar el 15 de noviembre de 1915. Zygmunt Straszewicz fue el primer rector de la Universidad Politécnica de Varsovia. La extensión del conflicto bélico impidió el desarrollo de las clases, que recomenzaron en noviembre de 1920. El 13 de marzo de 1933 se fusionaron las tres facultades iniciales, sobre la base de la nueva Ley de Escuelas Académicas. El Gabinete polaco dictó un decreto el 25 de septiembre de 1933 por el que se creaba la nueva Facultad de Ingeniería.
El número de estudiantes de la Universidad Politécnica de Varsovia en los 20 años entre guerras creció de 2.540 en el año académico 1918-1919 a 4.673 justo antes del estallido de la Segunda Guerra Mundial. En el mismo período, la escuela otorgó más de 6.200 diplomas, incluidos 320 para mujeres. La Universidad Politécnica de Varsovia se convirtió en el centro científico de ingeniería más importante de Polonia y ganó prestigio internacional. La universidad fue un centro de investigación científica para personas cuyos logros fueron fundamentales para la ciencia y la tecnología mundiales como Karol Adamiecki, Stefan Bryła, Jan Czochralski, Tytus Maksymilian Huber, Janusz Groszkowski, Mieczysław Wolfke y muchos otros.

### 1939–1945
Durante la Segunda Guerra Mundial, a pesar de las enormes pérdidas materiales y las medidas represivas, la Universidad Politécnica de Varsovia continuó operando clandestinamente. La enseñanza continuó en cursos clandestinos y abiertos, en escuelas vocacionales y, a partir de 1942, en una Escuela Técnica Superior Estatal de dos años. Aproximadamente 3.000 estudiantes participaron en los cursos clandestinos y 198 obtuvieron diplomas de ingeniero. Incluso se realizó investigación científica, ya que se redactaron 20 tesis de doctorado y 14 tesis de calificación de asistente de cátedra. Profesores como Janusz Groszkowski y Marceli Struszyński trabajaron en secreto en proyectos, y Józef Zawadzki realizó un análisis detallado de los dispositivos de radio y dirección del Cohete V2 alemán, a petición de la inteligencia del Ejército Nacional Polaco.

### 1945–presente

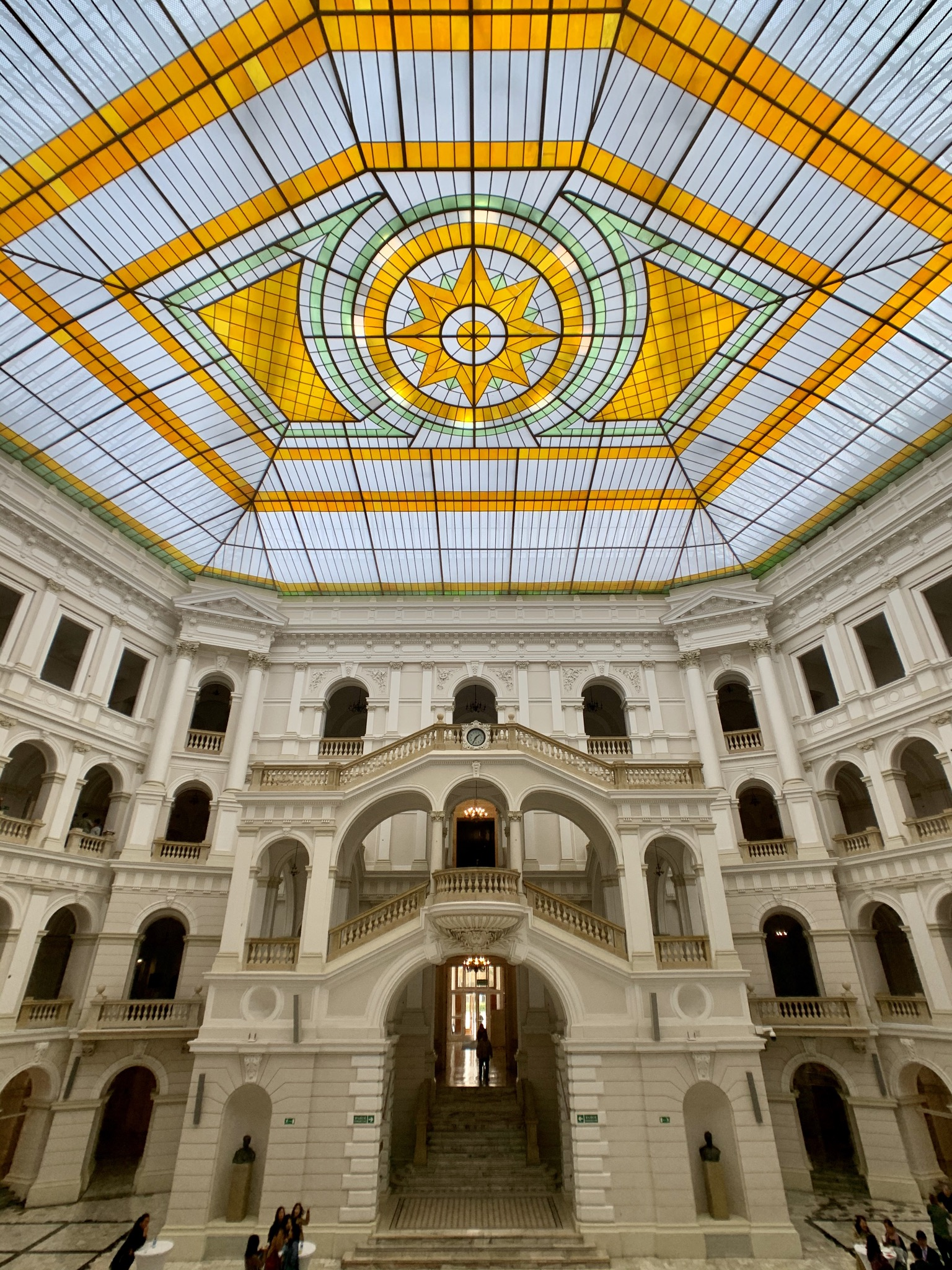
Interior del auditorio principal

La clases se retomaron en condiciones provisionales el 22 de enero de 1945. A finales de año, se reabrieron todas las facultades anteriores a la guerra. Los edificios viejos y dañados por la guerra se reconstruyeron rápidamente y se erigieron otros nuevos. En 1951, la Universidad Politécnica de Varsovia incorporó el llamado Wawelberg y la Escuela de Ingeniería de Rotwand.
El Centro Académico y de Investigación de Płock fue creado en 1967.
Si en 1945 había 2.148 estudiantes en seis facultades (divisiones), para 1999 había 22.000 estudiantes matriculados en 16 facultades. Entre 1945 y 1998 se defendieron 5.500 tesis doctorales. 
En 1938, la universidad tenía 98 profesores titulares y profesores asociados, así como 307 profesores asistentes y ayudantes de enseñanza; en 1948 había 87 y 471; mientras que en 1999 había 371 profesores, 1.028 tutores, 512 profesores y 341 ayudantes de enseñanza.

## Facultades

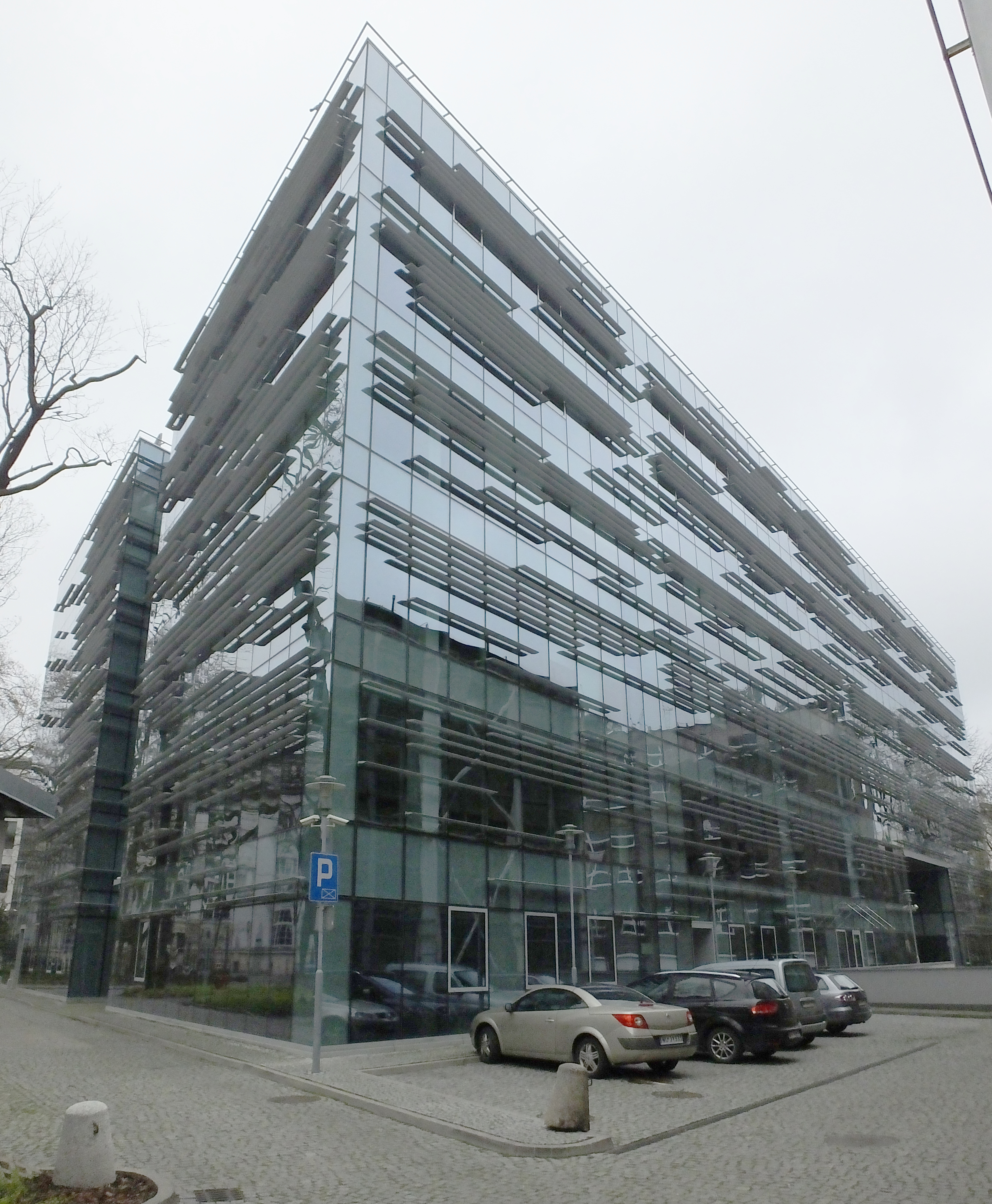
Facultad de Matemáticas y Ciencias de la Información

- Facultad de Administración y Ciencias Sociales[5]
- Facultad de Arquitectura
- Facultad de Ingeniería Automotriz y de Maquinaria de Construcción
- Facultad de Ingeniería Química y de Procesos
- Facultad de Química
- Facultad de Ingeniería Civil
- Facultad de Ingeniería Eléctrica
- Facultad de Electrónica y Tecnología de la Información
- Facultad de Servicios de Construcción, Ingeniería Hidráulica y Ambiental
- Facultad de Geodesia y Cartografía
- Facultad de Matemáticas y Ciencias de la Información
- Facultad de Administración
- Facultad de Ciencia e Ingeniería de Materiales
- Facultad de Mecatrónica
- Facultad de Ingeniería de Producción
- Facultad de Física
- Facultad de Ingeniería Eléctrica y Aeronáutica
- Facultad de Transporte
- Escuela de Negocios WUT[6]

Płock Campus:
- Facultad de Ingeniería Civil, Mecánica y Petroquímica
- Facultad de Economía y Ciencias Sociales

### Transportes
La facultad de transporte se dedica a la investigación sobre el desarrollo del ferrocarril, en especial sobre ejes de calibre variable que ayudan a superar las roturas de calibre, como los sistemas SUW 2000 y INTERGAUGE.

## Alumnado destacado
- Tomasz Bagiński, director de cine.
- Joanna Chmielewska, novelista.
- Alfred Korzybski, ingeniero, matemático y filósofo.
- Bohdan Kulakowski, ingeniero y profesor de la Universidad Estatal de Pensilvania.
- Stefan Kurylowicz, arquitecto y profesor. [7]
- Waldemar Pawlak, Primer ministro de Polonia
- Przemysław Prusinkiewicz, científico.
- Andrzej Piotr Ruszczyński, matemático.
- Stanisław Wigura, aviador.
- Tomasz Wiktorowski, tenista. [8]
- Zbigniew Zapasiewicz, actor y director teatral.
- Józef Zawadzki, qumico. [9]